# Пигидий

Основные отделы тела трилобита: цефалон спереди, далее торакс, а на заднем конце пигидий.

Пигидий (пигидиум, лат. Pygidium) — задний отдел брюшка ракообразных, насекомых, кольчецов и вымерших трилобитов. Он включает анальное отверстие, а у самок может также включать яйцеклад. У муравьёв и ос пигидиум — это тергит 7-го абдоминального сегмента.

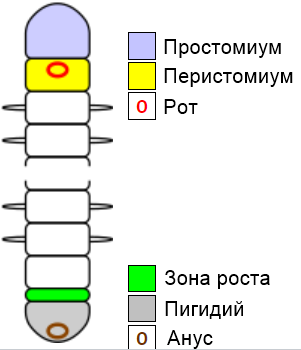
Отделы тела червя: перистомиум на переднем конце и пигидий на заднем, а между ними - сегменты, развивающиеся из зоны роста. Рот расположен на перистомиуме - сегменте, расположенном после простомиума

У паукообразных пигидий сформирован путём редукции последних трёх сегментов опистосомы в кольца, где отсутствуют различия между тергитами и стернитами. Пигидий присутствуют у представителей следующих групп паукообразных: Palpigradi, Amblypygi, Thelyphonida, Schizomida, Ricinulei и Trigonotarbida. Также он имелся у ранних ископаемых представителей семейства Limulidae отряда мечехвостов.